# Dicranota (Plectromyia) lassenensis
Dicranota (Plectromyia) lassenensis is een tweevleugelige uit de familie Pediciidae. De soort komt voor in het Nearctisch gebied.